# Absorbátory neutronů
Absorbátory neutronů jsou látky, které obsahují izotopy s vysokou schopností pohltit neutron. Z pohledu jaderné energetiky jsou zásadním prvkem pro řízení štěpné řetězové reakce v jaderném reaktoru, kde podle potřeby absorbují neutrony. Absorbátory se nachází jak v řídicích, tak havarijních prvcích reaktoru. Nejčastějšími absorbátory jsou bór a kadmium nebo gadolinium.

## Základní fyzikální popis

Štěpení uranu ve skutečnosti probíhá přes nestabilní složené jádro 236U, to ale nemá vliv na bilanci neutronů.

#### Vznik volných neutronů
V jaderném reaktoru se získává energie štěpením jader vhodných izotopů. Jako příklad lze uvést běžné palivo uran {\displaystyle {\ce {^{235}_{92}U}}} a jeho jednu z mnoha štěpných reakcí:
{\displaystyle {\ce {^{1}_{0}n + ^{235}_{92}U -> ^{144}_{56}Ba + ^{89}_{36}Kr + 3^{1}_{0}n + E_{f}}}}
Člen {\displaystyle {\ce {E_{f}}}} vyjadřuje množství energie uvolněné při jednom štěpení. Pro uran platí {\displaystyle {\ce {E_{f}\approx 200 MeV}}}.
Z rovnice vyplývá, že z jednoho neutronu vznikají štěpením tři nové (průměrně 2,43 pro uran), které se mohou účastnit další štěpné reakce. Pokud by nedocházelo k regulaci počtu neutronů, rostlo by jejich množství exponenciálně. Stejně tak by se uvolňovalo víc štěpné energie a docházelo by k enormnímu vývinu tepla. Takový stav je nežádoucí a může vést k havárii, proto je třeba neutrony absorbovat.

#### Interakce neutronu s prostředím
Když se neutron pohybuje prostředím, může interagovat dvojím způsobem: 
- rozptyl: neutron se odrazí od terčového jádra
- absorpce: neutron je pohlcen v terčovém jádře

Míru pravděpodobnosti obou jevů určuje mikrosopický účinný průřez pro rozptyl {\displaystyle \sigma _{s}} a pro absorpci {\displaystyle \sigma _{a}}. Každý izotop má určité hodnoty {\displaystyle \sigma _{s}} a {\displaystyle \sigma _{a}}, které vyjadřují vliv daného izotopu na tok neutronů. Absorbátory jsou tedy látky s vysokou hodnotu  {\displaystyle \sigma _{a}}. Stejně tak jaderné palivo musí mít schopnost absorbovat neutron, aby mohlo dojít ke štěpení. Naproti tomu konstrukční materiály, pokud nemají zasahovat do neutronové bilance reaktoru, musí mít co nejmenší {\displaystyle \sigma _{a}}.  
Když dojde k pohlcení neutronu v terčovém jádře, nastává jeden z následujících procesů:  
- radiační záchyt {\displaystyle (n,\gamma )}: neutron je pohlcen v jádře a přebytečná energie je vyzářena jedním nebo více fotony gama záření
- záchyt s vyzářením částice {\displaystyle (n,\alpha )/(n,p)}: neutron je pohlcen a dojde k odštěpení {\displaystyle \alpha } částice nebo protonu
- štěpení {\displaystyle (n,f)}: zásadní reakce pro jadernou energetiku, pohlcením neutronu vznikne nestabilní izotop, který se rozpadne a uvolní energii

O tom, jakým způsobem je neutron pohlcen, rozhoduje především izotop terčového jádra. Dále hraje roli energie neutronu a pravděpodobnost. Všechny jevy probíhají jen s určitou mírou pravděpodobnosti vyjádřenou odpovídajícími miskroskopickými průřezy.  

## Řízení jaderného reaktoru
Tepelný výkon reaktoru je úměrný počtu štěpení v aktivní zóně a tím i neutronovému toku. Regulací neutronového toku lze řídit výkon reaktoru. Veličina popisující odchylku od kritického stavu se nazývá reaktivita a značí se {\displaystyle {\ce {\rho}}}. Platí následující:
- {\displaystyle {\ce {\rho < 0}}}: podkritický reaktor, výkon se snižuje a neutronový tok klesá
- {\displaystyle {\ce {\rho = 0}}}: kritický reaktor, výkon ani neutronový tok se nemění
- {\displaystyle {\ce {\rho > 0}}}: nadrkitický reaktor, výkon i neutronový tok rostou

#### Krátkodobá regulace
Při změně výkonu, odstavení anebo najetí reaktoru je potřeba měnit reaktivitu aktivní zóny. K tomu se v reaktorech používají regulační tyče vyrobené z absorbujícího materiálu. Zasunutím regulačních tyčí se vnáší záporná reaktivita a výkon klesá.

#### Dlouhodobá regulace
V rámci jedné palivové kampaně v reaktoru probíhají procesy, které snižují reaktivitu. Hlavně se uplatňuje: 
- vyhořívání paliva: úbytek štěpných jader v palivu a tím oslabování neutronového toku
- zastruskování reaktoru: v reaktoru se množí štěpné produkty, z nichž některé absorbují neutrony

Aby reaktor mohl pracovat po celou dobu kampaně, musí se vysoká reaktivita čerstvého paliva kompenzovat zavedením záporné reaktivity opět pomocí absorbátoru (rozpustného nebo vyhořívajícího).

## Používané materiály

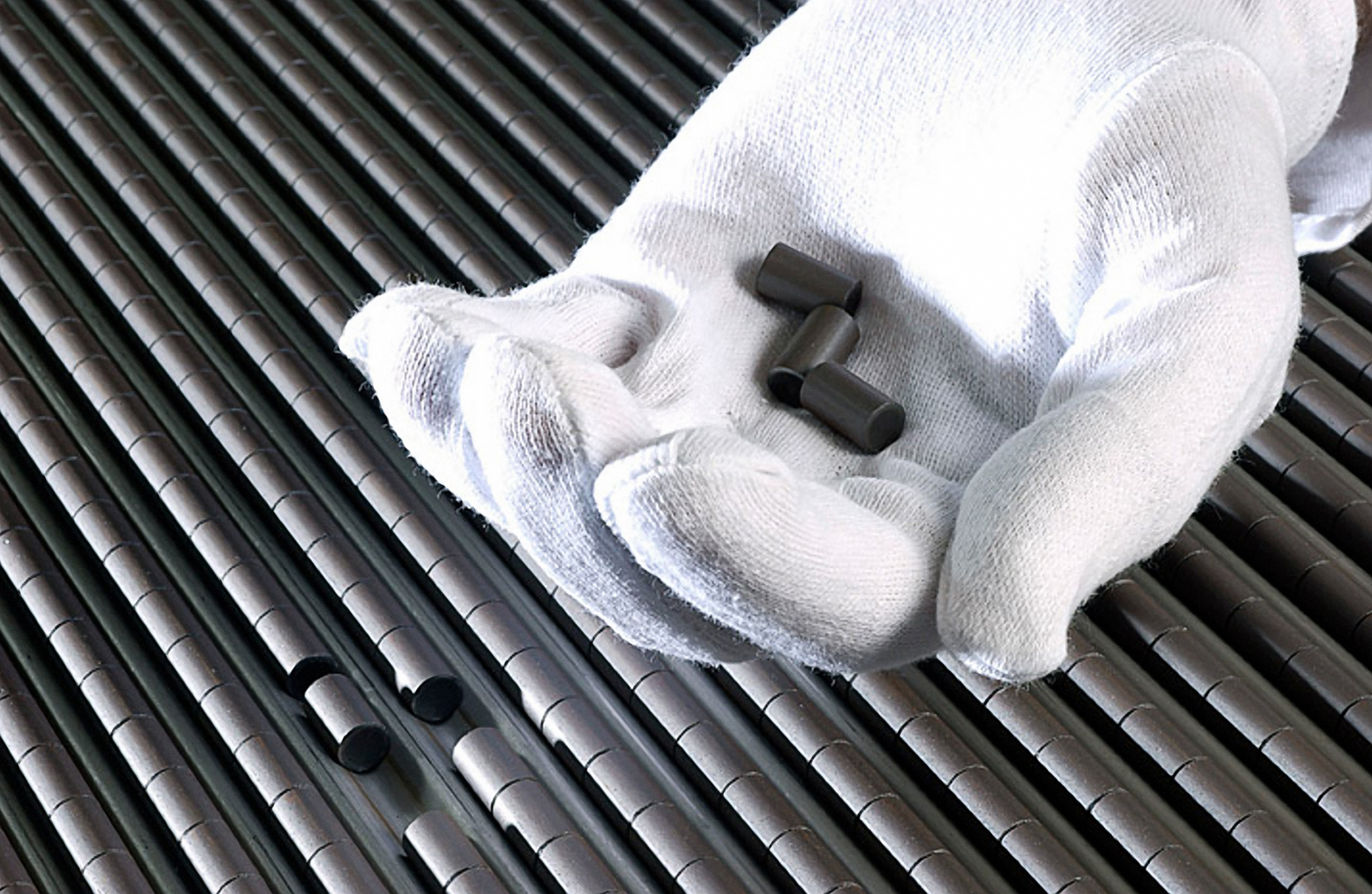
Peletky slisovaného paliva před tím, než jsou uloženy v palivovém proutku.

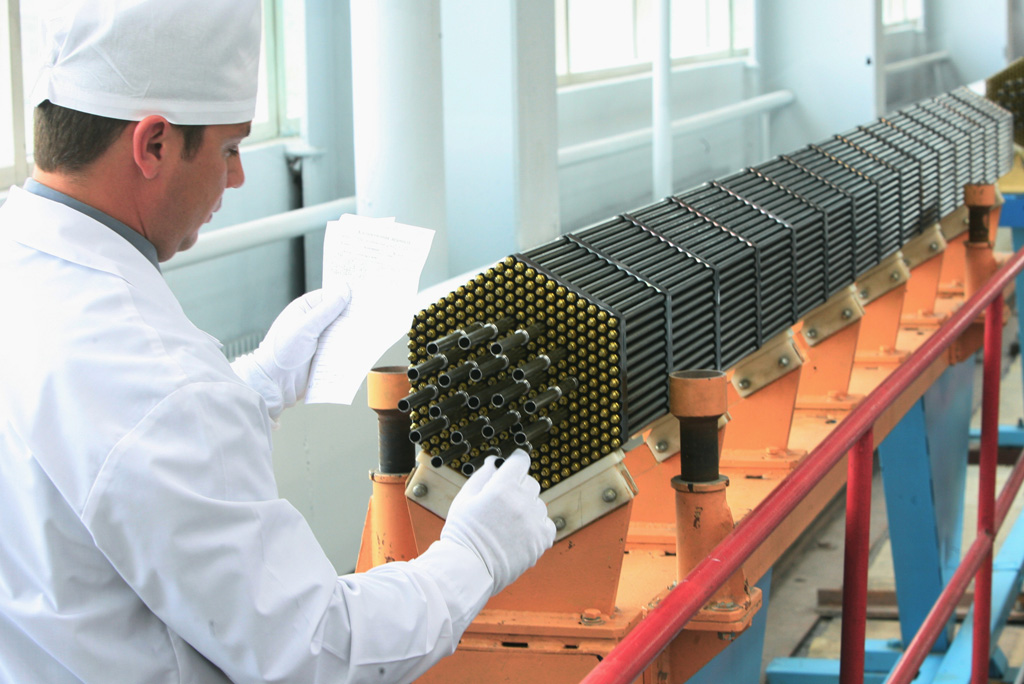
Palivový soubor složený z jednotlivých palivových proutků. Regulační tyče (klastry) se pohybují mezi proutky v osovém směru.

| Izotop                           | {\displaystyle \sigma _{a}[b=cm^{2}\cdot 10^{-24}]} | Typ absorpce                |
| -------------------------------- | --------------------------------------------------- | --------------------------- |
| {\displaystyle {\ce {^{10}B}}}   | 3 844                                               | {\displaystyle (n,\alpha )} |
| {\displaystyle {\ce {^{113}Cd}}} | 19 969                                              | {\displaystyle (n,\gamma )} |
| {\displaystyle {\ce {^{155}Gd}}} | 60 737                                              | {\displaystyle (n,\gamma )} |
| {\displaystyle {\ce {^{157}Gd}}} | 252 912                                             | {\displaystyle (n,\gamma )} |
| {\displaystyle {\ce {^{167}Er}}} | 650                                                 | {\displaystyle (n,\gamma )} |
| {\displaystyle {\ce {^{161}Dy}}} | 600                                                 | {\displaystyle (n,\gamma )} |
| {\displaystyle {\ce {^{164}Dy}}} | 2 653                                               | {\displaystyle (n,\gamma )} |
| {\displaystyle {\ce {^{151}Eu}}} | 9185                                                | {\displaystyle (n,\gamma )} |

#### Regulační tyče
Regulační tyče bývají vyrobeny z oceli legované absorbátorem. Proto musí mít absorbátor kromě vysokého {\displaystyle \sigma _{a}} i vhodné metalurgické vlastnosti. Do regulačních tyčí se používá zpravidla bór nebo kadmium.

#### Rozpustné absorbátory
Pokud je reaktor chlazen nebo moderován vodou, je možné přidávat absorbátor ve formě vodného roztoku kyseliny nebo soli. Tlakovodní reaktory používají nejčastěji kyselinu boritou {\displaystyle {\ce {H3B O3}}}. Další používaná sloučenina je dusičnan gadolinitý {\displaystyle {\ce {Gd(NO3)3}}}. Ten se používá v reaktorech CANDU pro havarijní odstavení, kdy je bohatý roztok absorbátoru vtlačován do prostoru kalandrie, aby zastavil štěpnou reakci.

#### Vyhořívající absorbátory
Na rozdíl od ostatních absorbátorů jsou vyhořívající absorbátory pevně spjaty s palivem a počítá se s jejich úbytkem v čase. Vzhledem k tomu, že je činnost vyhořívajících absorbátorů časově omezená, je důležité aby izotopy vznikající přeměnou absorbátoru měly malý {\displaystyle \sigma _{a}} a dál už neovlivňovaly neutronový tok. Tuto podmínku splňují všechny uvedené prvky vyjma dysprosia. Dysprosium {\displaystyle {\ce {^{161}Dy}}} se záchytem neutronů mění na {\displaystyle {\ce {^{161}Dy}}} ... {\displaystyle {\ce {^{164}Dy}}}, kde všechny vznikající izotopy mají výrazný {\displaystyle \sigma _{a}}.
Z hlediska trvanlivosti vyhořívajícího absorbátoru není vysoká hodnota {\displaystyle \sigma _{a}} optimální, protože dochází k velmi rychlému vyhoření.
Vyhořívající absorbátory umožňují obohacení paliva nad hodnotu {\displaystyle 4\%\;^{235}U}. Vyšší obohacení prodlužuje palivovou kampaň a má pozitivní ekonomický dopad. Rozložení a koncentrace absorbátoru v palivovém souboru je zásadním prvkem designu vysoce obohacených paliv a je součástí know-how každého výrobce.

## Typy vyhořívajících absorbátorů
Pomocí vyhořívajících absorbátorů lze upravovat neutronový tok v aktivní zóně a profilovat rozložení výkonu v reaktoru. Rozmístění absorbátorů a čerstvých palivových souborů je předmětem optimalizace při fyzikálním výpočtu palivové vsázky.

Schéma palivového souboru společnosti TVEL používaného v reaktorech VVER 440. Palivo používá jako absorbátor gadolinium.

#### Integrální vyhořívající absorbátor - IFBA (Integral Fuel Burnable Absorber)
Integrální absorbátor je přímo součástí paliva a nachází se v palivových proutcích. Absorbátor se přidává ve formě prášku jako oxid gadolinitý {\displaystyle {\ce {Gd_{2}O_{3}}}}, nebo diborid zirkonia {\displaystyle {\ce {ZrB_{2}}}}. Prášek může být buď zalisovaný do matrice paliva v palivové peletce, nebo naprášený na povrchu peletky ve formě tenkého filmu.
Výhodou integrálního absorbátoru je, že nenarušuje zavedený tvar palivového souboru ani jeho hydraulické vlastnosti. Integrální absorbátory lze používat jak v tlakovodních tak varných reaktorech.
Nevýhodou je snížení tepelné vodivosti, teploty tání a sklon k napuchání palivových peletek. Peletky s vyhořívajícím absorbátorem se musí vyrábět v jiném závodě než běžné palivo, aby nedošlo k vzájemné kontaminaci. I velmi malá množství nechtěného absorbátoru mohou mít negativní vliv na průběh vyhořívání paliva. 

#### Diskrétní vyhořívající absorbátor - BPRA (Burnable Poison Rod Assembly)
Diskrétní absorbátor se nachází v palivovém souboru ve formě absorpčních proutků. Konstrukce absorpčních proutků je podobná jako u palivových, lisované peletky absorbátoru jsou uloženy v zirkoniovém obalu a hermeticky utěsněny. Pro výrobu peletek se používá práškový karbid boru {\displaystyle {\ce {B_{4}C}}}.
Výhodou diskrétních absorbátorů je, že nejsou pevnou součástí paliva a lze je využívat modulárně, tj. skládat palivové soubory různými způsoby podle potřeby.
Nevýhody diskrétních absorbátorů se vztahují k větší produkci radioaktivního odpadu a narušení hydraulického návrhu aktivní zóny. V neposlední řadě je problematické použití bóru, který se záchytem neutronu štěpí na lithium a helium. Plynný produkt štěpení potom tlakově namáhá zirkoniový obal proutku. To platí pro integrální i diskrétní absorbátory.
Diskrétní absorbátory se nepoužívají ve varných reaktorech.